# 27ste uitreiking van de Premios Goya
De 27ste uitreiking van de Premios Goya vond plaats in Madrid op 17 februari 2013. De ceremonie werd uitgezonden op TVE en werd gepresenteerd door Eva Hache.

## Winnaars en genomineerden
| Beste film | Beste regisseur |
| --- | --- |
| - Blancanieves - El artista y la modelo - Grupo 7 - The Impossible | - Juan Antonio Bayona – The Impossible - Pablo Berger – Blancanieves - Alberto Rodríguez Librero – Grupo 7 - Fernando Trueba – El artista y la modelo |
| Beste acteur | Beste actrice |
| - José Sacristán – El muerto y ser feliz - Daniel Giménez Cacho – Blancanieves - Jean Rochefort – El artista y la modelo - Antonio de la Torre – Grupo 7 | - Maribel Verdú – Blancanieves - Penélope Cruz – Venuto al mondo - Aida Folch – El artista y la modelo - Naomi Watts – The Impossible |
| Beste mannelijke bijrol | Beste vrouwelijke bijrol |
| - Julián Villagrán – Grupo 7 - Ewan McGregor – The Impossible - Josep Maria Pou – Blancanieves - Antonio de la Torre – Invasor | - Candela Peña – Una pistola en cada mano - Chus Lampreave – El artista y la modelo - María León – Carmina o revienta - Ángela Molina – Blancanieves |
| Beste debuterend acteur | Beste debuterend actrice |
| - Joaquín Núñez – Grupo 7 - Emilio Gavira – Blancanieves - Tom Holland – The Impossible - Àlex Monner – Els nens salvatges | - Macarena García – Blancanieves - Carmina Barrios – Carmina o revienta - Estefanía de los Santos – Grupo 7 - Cati Solivellas – Els nens salvatges |
| Beste origineel scenario | Beste bewerkt scenario |
| - Blancanieves – Pablo Berger - El artista y la modelo – Fernando Trueba, Jean-Claude Carrière - Grupo 7 – Alberto Rodríguez Librero, Rafael Cobos - The Impossible – Sergio G. Sánchez | - Ted en de schat van de mummie – Javier Barreira, Gorka Magallón, Ignacio del Moral, Jordi Gasull, Neil Landau - Fin – Jorge Guerricaechevarría, Sergio G. Sánchez - Invasor – Javier Gullón, Jorge Arenillas - Tengo ganas de ti – Ramón Salazar Hoogers - Todo es silencio – Manuel Rivas                        |
| Beste Ibero-Amerikaanse film | Beste Europese film |
| - Juan de los Muertos – Cuba - Después de Lucía – Mexico - Infancia clandestina – Argentinië - Siete cajas – Paraguay | - Intouchables – Olivier Nakache, Éric Toledano - De rouille et d'os – Jacques Audiard - Dans la maison – François Ozon - Shame – Steve McQueen |
| Beste debuterend regisseur | Beste animatiefilm |
| - Enrique Gato – Ted en de schat van de mummie - Paco León – Carmina o revienta - Isabel de Ocampo – Evelyn - Oriol Paulo – El cuerpo | - Ted en de schat van de mummie - El corazón del roble - O Apóstolo - The Wish Fish |
| Beste camerawerk | Beste montage |
| - Blancanieves – Kiko de la Rica - El artista y la modelo – Daniel Vilar - Grupo 7 – Álex Catalán - The Impossible – Óscar Faura | - The Impossible – Elena Ruiz, Bernat Vilaplana - Blancanieves – Fernando Franco - El artista y la modelo – Marta Velasco - Grupo 7 – José M. G. Moyano - Invasor – David Pinillos, Antonio Frutos |
| Beste artdirector | Beste productiemanager |
| - Blancanieves – Alain Bainée - El artista y la modelo – Pilar Revuelta - Grupo 7 – Pepe Domínguez del Olmo - The Impossible – Eugenio Caballero | - The Impossible – Sandra Hermida - Blancanieves – Josep Amorós - El artista y la modelo – Angélica Huete - Grupo 7 – Manuela Ocón |
| Beste geluid | Beste speciale effecten |
| - The Impossible – Peter Glossop, Marc Orts, Oriol Tarragó - El artista y la modelo – Pierre Gamet, Nacho Royo-Villanova, Eduardo García Castro - Grupo 7 – Daniel de Zayas Ramírez, Nacho Royo-Villanova, Pelayo Gutiérrez - Invasor – Sergio Burmann, Nicolas de Poulpiquet, James Muñoz | - The Impossible – Pau Costa, Félix Bergés - Blancanieves – Reyes Abades, Ferrán Piquer - Grupo 7 – Juan Ventura - Invasor – Reyes Abades, Isidro Jiménez |
| Beste kostuums | Beste grime en haarstijl |
| - Blancanieves – Paco Delgado - El artista y la modelo – Lala Huete - Grupo 7 – Fernando García - La banda Picasso – Vicente Ruiz | - Blancanieves – Sylvie Imbert, Fermín Galán - El artista y la modelo – Sylvie Imbert, Noé Montes - Grupo 7 – Yolanda Pina - The Impossible – Alessandro Bertolazzi, David Martí, Montse Ribé |
| Beste filmmuziek | Beste origineel nummer |
| - Blancanieves – Alfonso Vilallonga - Grupo 7 – Julio de la Rosa - Ted en de schat van de mummie – Álex Martínez, Zacarías M. de la Riva - The Impossible – Fernando Velázquez | - Blancanieves – Pablo Berger, Chicuelo ("No te puedo encontrar") - Els nens salvatges – Víctor M. Peinado, Pablo Cervantes, Pablo José Fernández Brenes ("Líneas paralelas") - La banda Picasso – Alfonso Albacete, Juan Bardem ("L'as tu vue?") - Ted en de schat van de mummie – Juan Magán ("Te voy a esperar") |
| Beste korte film | Beste korte animatiefilm |
| - Aquel no era yo – Esteban Crespo García - La boda – Marina Seresesky - Ojos que no ven – Natalia Mateo - Voice Over – Martin Rosete | - El vendedor de humo – Jaime Maestro - Alfred y Anna – Juan Manuel Suárez García - La mano de Nefertiti – Guillermo García Carsí - ¿Por qué desaparecieron los dinosaurios? María del Mar Delgado García, Esaú Dharma Vílchez Corredor                                                                             |
| Beste documentaire | Beste korte documentaire |
| - Hijos de las nubes, la última colonia - Contra el tiempo - Los mundos sutiles - Mapa | - A Story for the Modlins – Sergio Oksman - El violinista de Auschwitz – Carlos Hernando - Las viudas de Ifni – Pedro Palacios y Pacheco Iborra - Un cineasta en La Codorniz – Javier Rioyo |
| Ere-Goya | |
| Concha Velasco | |

## Prijzen per film
| Film                          | Nominaties | Prijzen |
| ----------------------------- | ---------- | ------- |
| Blancanieves                  | 18         | 10      |
| Grupo 7                       | 16         | 2       |
| The Impossible                | 14         | 5       |
| El artista y la modelo        | 13         | 0       |
| Ted en de schat van de mummie | 5          | 3       |
| Invasor                       | 5          | 0       |
| Carmina o revienta            | 3          | 0       |
| Els nens salvatges            | 3          | 0       |
| La banda Piccaso              | 2          | 0       |
| El muerto y ser feliz         | 1          | 1       |
| Una pistola en cada mano      | 1          | 1       |